# Георге Попович (сликар)
Георге Поповић (рум. Gheorghe Popovici; Јаши, 5. октобар 1859, Јаши — Јаши 24. фебруар 1933) био је румунски сликар и дизајнер у академском стилу.

## Биографија
Дјетињство је провео у Хотину, тада у саставу Руске империје. Средње школе је похађао у Јашију, дипломиравши у Школи лијепих умјетности (рум. Școala de Arte Frumoase) 1883. године. Захваљујући свом таленту, добио је државну стипендију за студирање у Риму, а затим Паризу, гдје је радио са Леоном Бонаом, упијајући и културне утицаје и умјетничке технике. Године 1900. на Свјетској изложби, изазвао је одушевљење критике приказом Хорејиног погубљења.
По повратку кући, 1899. године постављен је за професора сликарства и композиције у  Школи лијепих умјетности, у којој је претходно дипломирао. Од 1911. до 1929. године, био је њен директор. Међу његовим ученицима издвајају се Николаје Тоница, Штефан Димитреску, Камил Ресу и Аурел Баешу.
Једно вријеме је био и директор школске библиотеке, која је касније постала музеј умјетности. Наиме, током Првог свјетског рата, док је друга пошиљка румунског блага спремана за превоз у Москву, у библиотеци је скрио позната умјетничка дјела из тог краја, која су постала основа за музеј.
Године 1926, осликао је капелу Палате митрополије у Јашију; издвајају се два уљана мурала која приказују Никејски сабор и Сабор у Јашију.
Сахрањен је на гробљу Етернитатеа у Јашију.

## Галерија
- Сељанка у прољеће
- Циганин
- Сељачка кућа
- Зима
- Поглед на мост преко ријеке Молдове